# Ōtani Kōzui

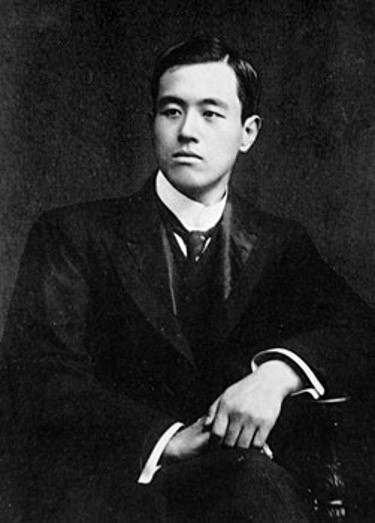
Ōtani Kōzui (1903)

Ōtani Kōzui, jap. 大谷光瑞, (* 27. Dezember 1876 in Kyōto; † 5. Oktober 1948 in Beppu, Präfektur Ōita) war der 22. Oberste (門主, Monshu) des buddhistischen Tempels Nishi Hongan-ji der Jōdo-Shinshū (der Wahren Schule des Reinen Landes) im japanischen Kyōto. Nach 1868 wurde er in den nach westlichem Modell gebildeten Adelsstand erhoben und erhielt den Titel "Graf". Er finanzierte Expeditionen zu buddhistischen Stätten in Zentralasien, wie zum Beispiel Subashi. Nach seinem Rücktritt wegen betrügerischer Machenschaften widmete er sich der Erforschung des Buddhismus auf dem asiatischen Festland. Auf ihn gehen die Verbindungen der Sekte und ihrer Ōtani-Universität mit Tibet zurück.

## Lebensweg
Ōtani Kōzui trug in seiner Kindheit den Namen Takamaro. Er war der Sohn einer Konkubine seines Vaters Ōtani Koson. Mit 10 Jahren trat er in den Orden ein, wo er den buddhistischen Namen Kyō-nyo (鏡如) erhielt. Seine Ausbildung erhielt er an der Adligenschule (gakushū'in) in Tokio. Unter Maeda Keiun hatte er in Kyōto bereits buddhistische und chinesische Klassiker studiert.

### Europareise
Ōtani und seine Frau „studierten“ in London, wobei er es nicht für nötig erachtete, die englische Sprache zu erlernen, da er ein angemessenes Gefolge mit Dolmetschern unterhielt (S. 52, 92). Er wurde als erster Japaner Mitglied der Royal Geographical Society und traf mehrere Zentralasienforscher, wie beispielsweise Sven Hedin und Albert von Le Coq.
Noch von England aus organisierte er drei kleinere Expeditionen, die, aus drei verschiedenen Richtungen kommend, buddhistische Monumente in Zentralasien erforschen sollten. Tatsächlich startete nur eine dieser Forschungsreisen. Er selbst begab sich „in Stil“ von London zum Kaspischen Meer, von dort per Pferd nach Kaschgar und in den Pamir.
Danach widmete er sich den buddhistischen Stätten in Indien. In Sarnath hinterließ er eine Gedenktafel mit der Inschrift, dass „Kozui von Japan“ diese Stätte wiederentdeckt habe. In Bodhgaya traf er 1903 mit Kawaguchi Ekai zusammen, der, von seiner ersten Reise aus Tibet kommend, dem jungen Hakushaku aus erster Hand über dieses Land berichtete (S. 4, 93).

### Tempel-Vorsteher
Nach dem Tod seines Vaters Myōnyo (1850–1903) trat er 1903, schnell nach Japan zurückkehrend, die Nachfolge des Vorstehers des Nishi Hongan-ji an. Zugleich erbte der 27-jährige den Kazoku-Titel Hakushaku. Gleichzeitig förderte er weiter Expeditionen. Nach einer Reise in die Mandschurei 1906 widmete er sich der „Modernisierung“ des japanischen Buddhismus, die so aussehen sollte, dass die anderen Schulen der Jōdo-Shinshū unterstellt werden sollten.
Die bedeutende Schule war seit dem ersten chinesisch-japanischen Krieg in China und der Mandschurei missionierend aktiv geworden. Im Jahr 1908 traf sein jüngerer Bruder Sonyu mit dem Dalai Lama zusammen, der sich am Wu Tai Shan (五臺山) aufhielt (S. 76).
Auf dem Kōbe überblickenden Hügel Rokko errichtete Ōtani auf einem weitläufigen Gelände die verschwenderisch ausgestattete Villa Nirakuso, deren Steine aus China importiert wurden. Zu ihr gehörten auch eine Wetterstation, eine Druckerei und ein Schulungszentrum für Jugendliche. Er machte keinen Unterschied zwischen seinem Privatvermögen und dem des Nishi Hongan-ji. Er hielt englische Dienstmädchen und einen Butler.
Im Jahre 1910 begab er sich zum dritten Mal nach Indien, eine Jagdreise im großen Stil, die in den Nahen Osten und nach Europa fortgesetzt wurde. Seine Frau infizierte sich mit Malaria, an deren Folgen sie kurz nach der Rückkehr nach Japan starb.
Sein verschwenderischer Lebensstil führte 1913 dazu, dass er und die Sekte vor dem Bankrott standen. Die Schulden betrugen etwa 5 Millionen Yen. Der Verkauf einiger Kunstwerke des Tempels konnte die Summe nicht decken. Er versuchte sich in spekulativen Geschäften und Schwindel. Der Versuch, Tempelland an die kaiserliche Familie zum 20fachen Preis zu verkaufen wurde vereitelt, als die entsprechenden Bestechungsversuche bekannt wurden. Der Finanzskandal, von der Presse totgeschwiegen, zwang ihn 1914 zur Niederlegung seines Amtes, sein Adelsprädikat verlor er. Am 1. November verließ er das Land in der Überzeugung, nie wieder zurückkehren zu können (S. 148ff). Sein minderjähriger Neffe Shōnyo (1911–2002) wurde 23. Vorsteher. Die Villa brannte unter ungeklärten Umständen ab. Die gewährte Pension erlaubte es ihm, auf dem asiatischen Festland weiterhin anständig zu leben. Er erwarb Plantagen auf Formosa, Java und in China.

### Forschungstätigkeit
Die anderen Teilnehmer seiner ersten Expedition kehrten im Mai 1904 nach Japan zurück.
Ōtani selbst nahm nie die Mühen einer Reise nach Tibet auf sich, er war jedoch die treibende Kraft hinter den entsprechenden Expeditionen, besonders während der Zeit 1910–1920, als sich die tibetisch-japanischen Beziehungen entfalteten. 1908 und 1911–1912 sandte er Tachibana Zuichō und Yoshikawa Koichiro in die Region von Dunhuang. Während ihres achtwöchigen Aufenthalts sammelten sie 400 Manuskripte ein. Jeder ihrer Schritte wurde von Agenten der Russen und Briten überwacht, da angenommen wurde, dass es sich eigentlich um eine Spionagemission handele. Aoki Bunkyo (青木文教) hielt sich für die Sekte in Lhasa auf.
Etwa ein Drittel der Sammlungen verkaufte Ōtani an den langjährigen Freund der Familie General Terauchi Masatake, als dieser Generalgouverneur von Korea war. Dieser, der hochwertigste Teil seiner „Ōtani-Sammlung“ von Antiquitäten, verblieb nach Ende des Krieges in Korea und ist seit 1988 im Koreanischen Nationalmuseum ausgestellt (S. 97 Fn. 8). Die anderen Teile sind für die Zentralasienforschung noch immer bedeutend, obwohl sie heute verstreut sind. Zusätzlich zu seinen religiösen Verpflichtungen und seinen Zentralasien-Aktivitäten schrieb Ōtani über China, die Mandschurei und über chinesisches Porzellan.

## Politische Tätigkeit
Ōtani war zeitlebens ein fanatischer, xenophober Nationalist, der sich gegen das Erlernen des Englischen an japanischen Schulen aussprach. Politisch war er stark für die imperialistische Entwicklung Japans engagiert. Während des Russisch-Japanischen Kriegs forderte der Patriarch seine Gläubigen auf, Kriegsanleihen zu zeichnen, dafür stellte er 1500 seiner Priester in 29 Tempeln ab, was ihm zwei Jahre nach Kriegsende vom Tennō eine Belobigung einbrachte. 130 seiner Priester dienten als Armeeseelsorger, die danach als Missionare in der Mandschurei blieben (S. 3, 93ff). Er brachte auch seine Interpretation des Nirvana-Sutras zum Ausdruck, dass die Tötung von Minderwertigen (durch japanische Waffen) an sich eine Gnadenhandlung darstelle, da sie derartigen Untermenschen die Chance auf eine bessere Wiedergeburt gäbe.
Bald nachdem die nationalistischen Ideologien, denen Ōtani nahestand, in Japan zur Doktrin erhoben wurden und die militaristische Fraktion die Regierungsgewalt übernahm, wuchs Gras über die Finanzaffäre und er konnte zurückkehren. In das Dai-Tōa kensetsu shingikai wurde er 1941 berufen. Nach der Niederlage 1945 hat er sich aus der Öffentlichkeit nach Kyōto zurückgezogen.

## Familie
Seine Frau Kazuko, die er 1898 heiratete, war die ältere Schwester der Kaiserin Teimei Kōgō, Tochter des kaiserlichen Prinzen Kujō Michitaka und wird als starke Persönlichkeit beschrieben, die auch innerhalb der Sekte eine führende Rolle einnahm. Bis zu ihrem frühen Tod 1911 begleitete sie ihn auf allen seinen Reisen (S. 92f).
Die Dichterin Kujō Takeko ist seine jüngere leibliche Schwester.

## Werke
Die japanische Nationalbibliothek verzeichnet seine Werke unter der „Author Heading=/大谷光瑞18761948“
- Kokumin ni jikaku. Tokio 1930 („Das völkische Erwachen“)